# Terézváros
Sectorul al VI-lea din Budapesta sau Terézváros se află pe partea stângă a Dunării, în Pest. 

## Orașe înfrățite
| Sectoarele Budapestei |
| --- |
| I \| II \| III \| IV \| V \| VI \| VII \| VIII \| IX \| X \| XI \| XII \| XIII \| XIV \| XV \| XVI \| XVII \| XVIII \| XIX \| XX \| XXI \| XXII \| XXIII |